# Vrå
Vrå is een plaats in de Deense regio Noord-Jutland, gemeente Hjørring. De plaats telt 2382 inwoners (2008) en ligt in de gelijknamige parochie. Tussen 1970 en 2007 was het dorp de hoofdplaats van de gemeente Løkken-Vrå.
- MusicBrainz: 5997c954-604b-4f41-86a0-dede6af125a5
- Nationale Bibliotheek van Israël: 987007550197405171
- Virtual International Authority File: 159977731